# Wyalkatchem
Wyalkatchem is een plaats in de regio Wheatbelt in West-Australië.

## Geschiedenis
De oorspronkelijke bewoners van de streek bij aanvang van de Europese kolonisatie waren de Ballardong Nyungah Aborigines.
De gebroeders Augustus Charles en Francis Thomas Gregory verkenden de streek rond 1864 en langzaamaan begonnen er zich pastoralisten te vestigen. In de jaren 1870 werd de naam Walkatching voor een waterbron genoteerd. De naam heeft een aboriginesafkomst maar de betekenis is onbekend. In 1881 besliste de Toodyay Road Board er een watertank te plaatsen. In 1908 werden de plannen voor een spoorweg tussen Dowerin en Merredin ontvouwd. Er werd een plaats voor dorpsite in de nabijheid van de watertank gereserveerd. In 1910 werden de kavels opgemeten en in 1911 werd Wyalkatchem officieel gesticht. De spoorweg Dowerin-Merredin werd in 1911 afgewerkt.
Vanaf 1913 werd in de Agricultural Hall les gegeven. In 1917 kreeg Wyalkatchem een hospitaal en in 1919 een schoolgebouwtje. Het schoolgebouwtje zou tot 1964 in gebruik blijven. In 1926 werd nabij het schooltje een huis gebouw voor de leerkracht. In 1984 werd dat een museum. In 1929 werd de Agricultural Hall vervangen door de Wyalkatchem Town Hall.
In 1931 was Wyalkatchem een van de eerste plaatsen vanwaar het in de streek geproduceerde graan in bulk in plaats van in zakken werd uitgevoerd. Een nieuw stationsgebouw werd in maart 1937 afgewerkt.

## Beschrijving
Wyalkatchem is het administratieve en dienstencentrum voor het landbouwdistrict Shire of Wyalkatchem. Het is een verzamel- en ophaalpunt voor de oogst van de graanproducenten uit de streek die bij de Co-operative Bulk Handling Group aangesloten zijn.
In 2021 telde Wyalkatchem 358 inwoners, tegenover 344 in 2006.

## Bezienswaardigheden
Het toerismekantoor staat op de plaats van Wyalkatchems oorspronkelijke graansilo en biedt informatie over onder meer:
- het CBH Museum, een landbouwmuseum dat landbouwmachines tentoonstelt
- het Old School House Museum, een streekmuseum
- muurtekeningen (En: murals) in het dorp die het leven in het dorp en de omgeving in al haar aspecten voorstellen
- Cowcowing Lake, een nabijgelegen dorpje aan een zoutmeer
- Walk-A-Wyal Walk Track, drie bewegwijzerde wandelingen door de omgeving, in de lente kan men er een grote verscheidenheid aan wilde bloemen waarnemen
- Pioneers’ Pathway en Wheatbelt Way, toeristische autoroutes die Wyalkatchem aandoen
- het natuurreservaat nabij Korrelocking waar men kan picknicken en wandelen naar een historische waterput
- Yorkrakine Rock, een 341 meter hoge rots nabij Yorkrakine, in de lente omzoomt door wilde bloemen

## Transport
Wyalkatchem ligt 192 kilometer ten oostnoordoosten van Perth en 55 kilometer ten noorden van Tammin. Via de Cunderin-Wyalkatchem Road of de Tammin-Wyalkatchem Road kan men de Great Eastern Highway bereiken.
Wyalkatchem heeft een startbaan voor vliegtuigen:  Wyalkatchem Airport (ICAO: YWKM).

## Klimaat
Wyalkatchem kent een koud steppeklimaat, BSk volgens de klimaatclassificatie van Köppen. De gemiddelde jaarlijkse temperatuur bedraagt er 17,9 °C. De gemiddelde jaarlijkse neerslag ligt rond 315 mm.

## Galerij

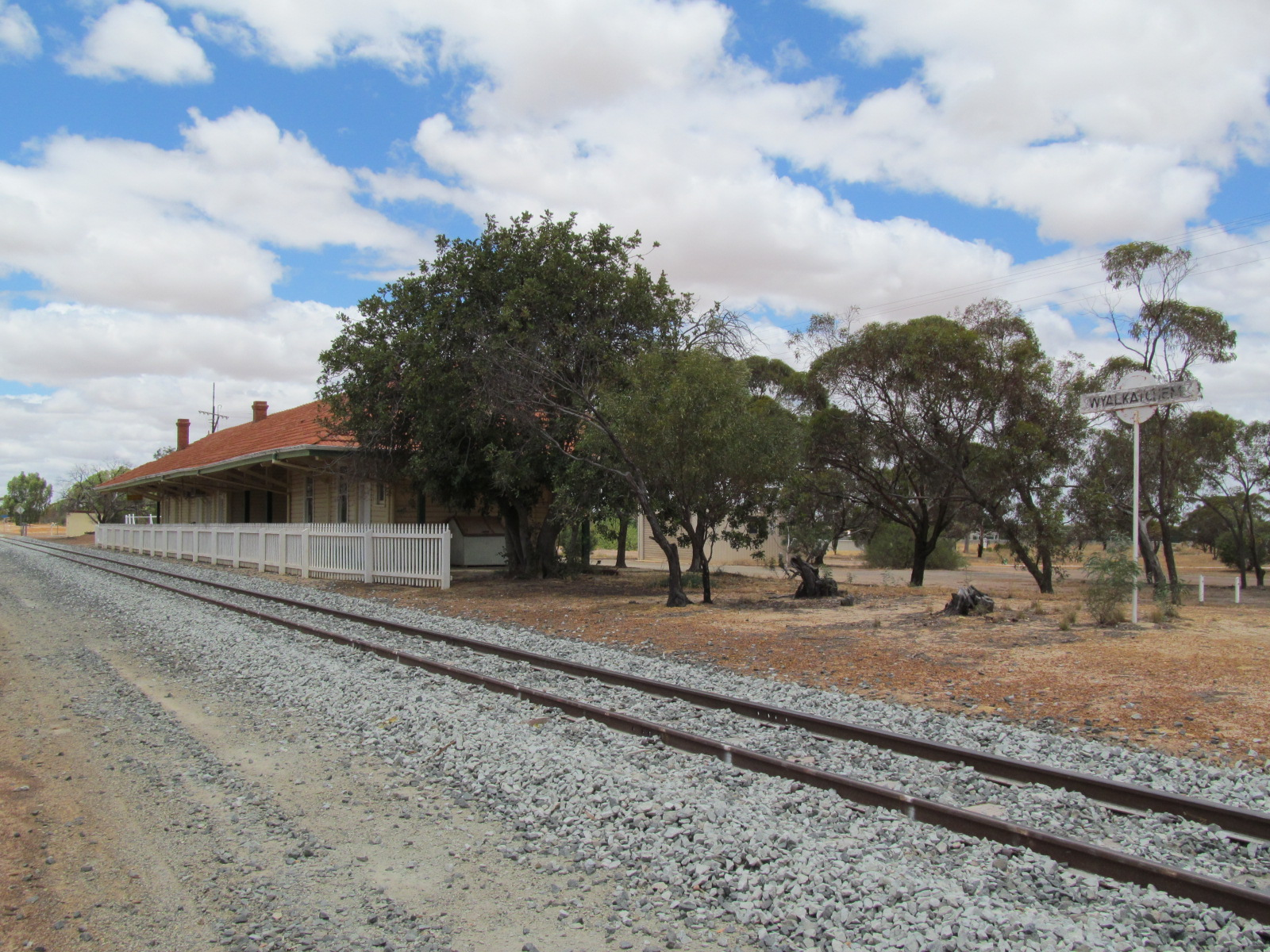
oud stationsgebouw
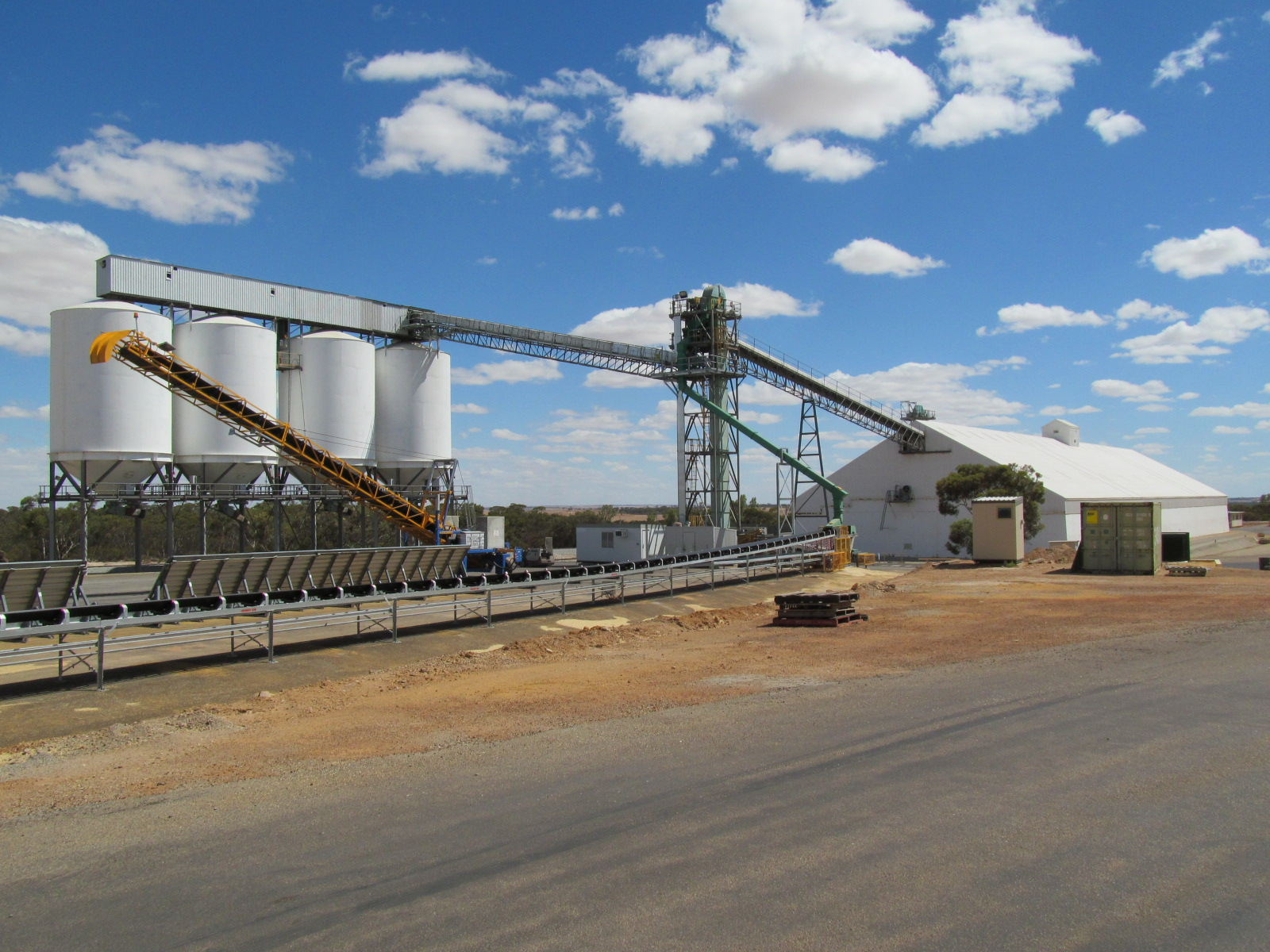
CBH Group graansilo's
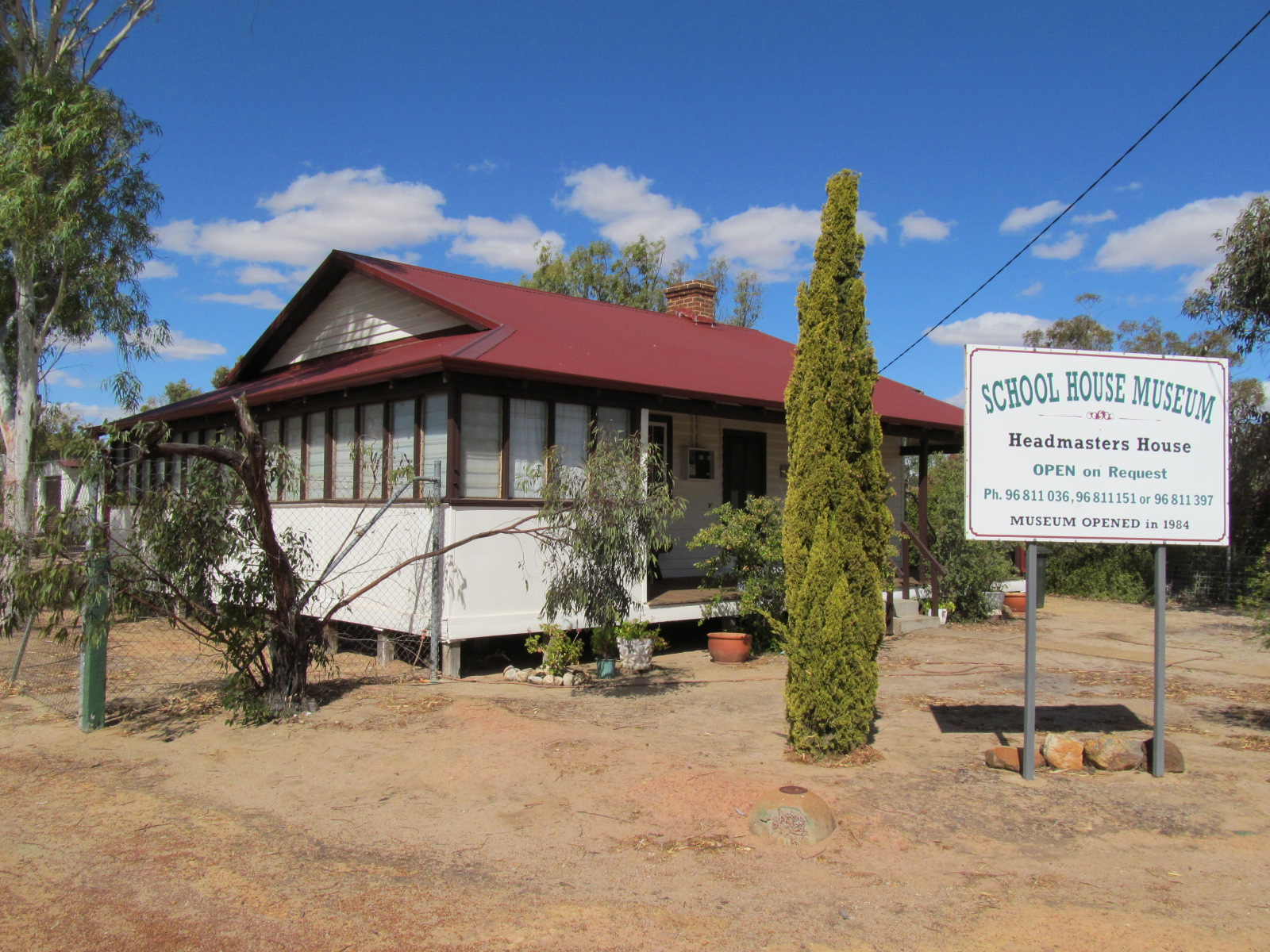
School House Museum
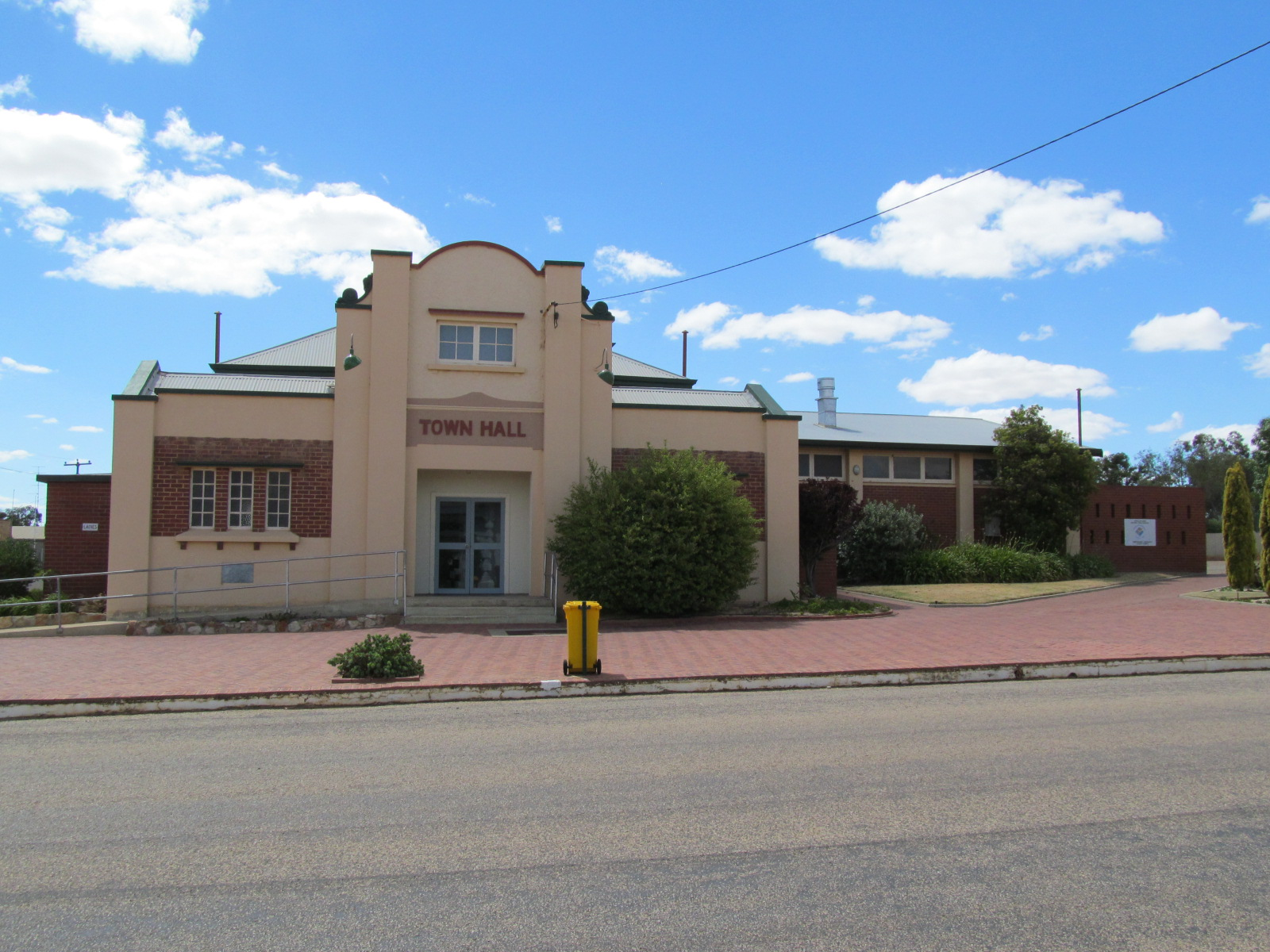
Town Hall
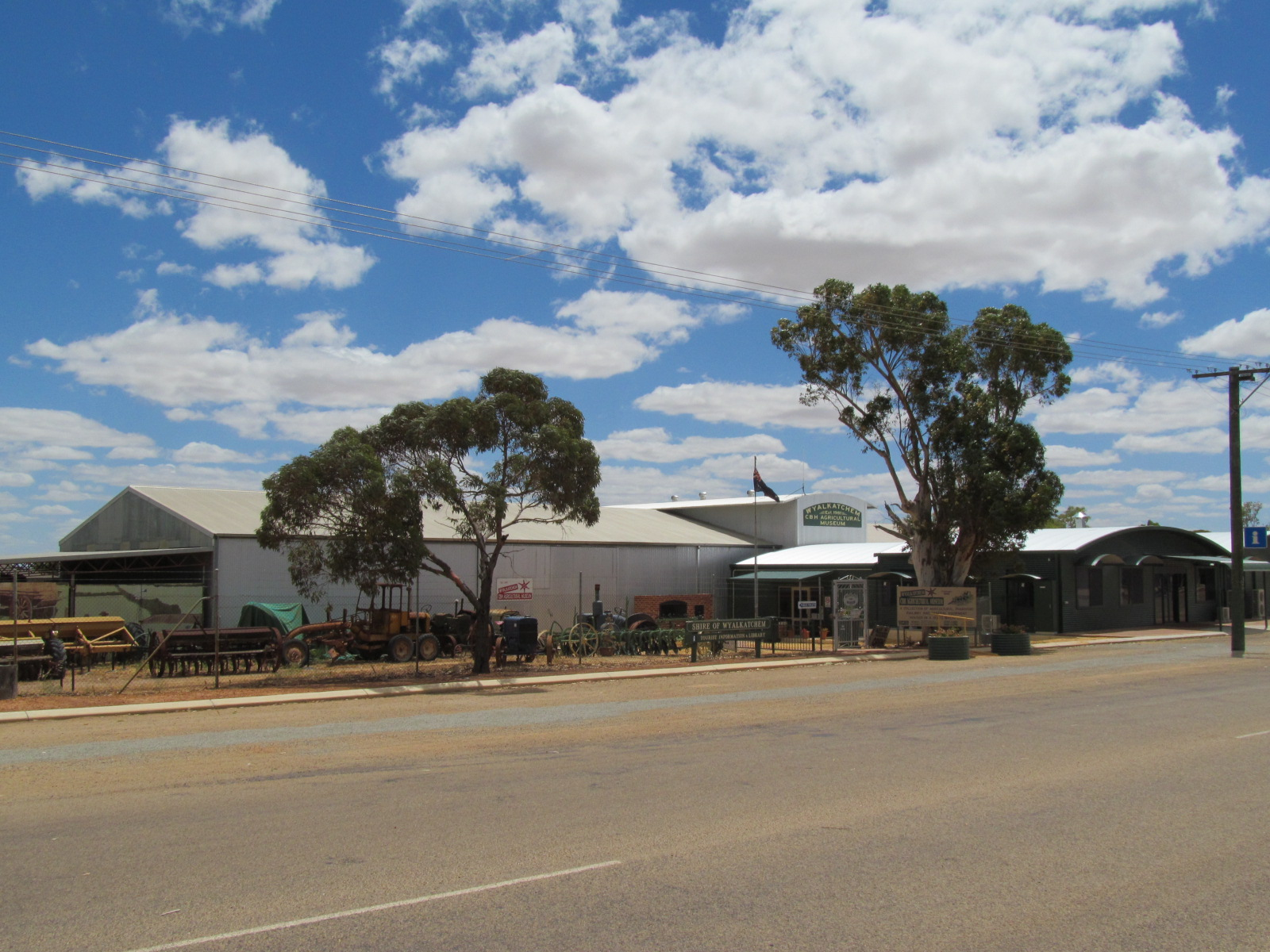
CBH Agricultural Museum

Aldersyde · Amery · Ardath · Arthur River · Baandee · Babakin · Badgingarra · Badjaling · Bailup · Bakers Hill · Balkuling · Ballaying · Ballidu · Beacon · Beenong · Beermullah · Bejoording · Belka · Bencubbin · Bendering · Benjaberring · Beverley · Bilbarin · Bindi Bindi · Bindoon · Bodallin · Bolgart · Bonnie Rock · Boolading · Booraan · Brookton · Bruce Rock · Bullaring · Bullfinch · Bulyee · Bungulla · Buntine · Burakin · Burracoppin · Cadoux · Calingiri · Campion · Caraban · Carrabin · Cataby · Cervantes · Chandler · Chittering · Clackline · Cold Harbour · Congelin · Coomberdale · Copley · Corrigin · Cowcowing · Crossman · Cuballing · Culbin · Cunderdin · Dalwallinu · Dandaragan · Dangin · Darkan · Dattening · Dongolocking · Doodlakine · Dowerin · Dudinin · Dumbleyung · Duranillin · Dwarda · Ejanding · Elabbin · Erikin · Gabbin · Gingin · Goomalling ·  Grass Valley · Greenhills · Guilderton · Gwambygine · Harrismith · Highbury · Hines Hill · Holt Rock · Hyden · Jelcobine · Jennacubbine · Jennapullin · Jitarning · Jurien Bay · Kalannie · Karlgarin · Kellerberrin · Kondinin · Kondut · Koojan · Koolyanobbing · Koorda · Korbel · Korrelocking · Kukerin · Kulin · Kulja · Kulyaling · Kunjin · Kununoppin · Kweda · Kwelkan · Kwolyin · Lancelin · Lake Brown · Lake Grace · Lake King · Ledge Point · Manmanning · Marvel Loch · Meckering · Meenaar · Merredin · Miling · Minnivale · Mogumber · Mokine · Moodiarrup · Mooliabeenee · Moora · Moorine Rock · Moorumbine · Moulyinning · Mount Hardey · Mount Kokeby · Mount Walker · Muchea · Mukinbudin · Muntadgin · Nalya · Nangeenan · Narembeen · Narrogin · New Norcia · Newdegate · Nilgen · Nokaning · North Bannister · Northam · Nukarni · Nungarin · Pantapin · Piawaning · Piesseville · Pingaring · Pingelly · Pithara · Popanyinning · Quairading · Quindanning · Regans Ford · Seabird · Shackleton · Southern Cross · Spencers Brook · Tammin · Tincurrin · Toodyay · Trayning · Varley · Wagin · Walebing · Walgoolan · Wandering · Wannamal · Watheroo · Welbungin · West Dale · West Toodyay · Westonia · Wialki · Wickepin · Wilbinga · Williams · Wongan Hills · Woodridge · Wubin · Wundowie · Wyalkatchem · Yealering · Yelbeni · Yellowdine · Yilliminning · Yerecoin · York · Yorkrakine · Yornaning · Yoting · Youndegin